# Jacques-Antoine Huguet
Jacques-Antoine Huguet, igualmente conocido como Jean-Antoine Huguet, nacido el 28 de marzo de 1751 en Billom, y fallecido el 30 de julio de 1819 Riom, es un hombre Político francés, cuya carrera comenzó durante el período de la Revolución y continuó bajo el Imperio. Fue elegido diputado a los Estados Generales en 1789. También es el alcalde de Billom.

## Antes de la Revolución
Es hijo de Antoine Huguet (abogado en el parlamento y alguacil de Billom) y Françoise Mignot. Es hermano de Pierre Henri Charles Huguet (1755-1830), notario en el Châtelet de París de 1794 a 1813. Es cuñado de Jacques Picot-Lacombe, diputado de Puy-de-Dôme que se casó con su hermana Marie en 1783.
Él mismo se convierte en abogado. Se unió a la Masonería en Clermont-Ferrand.
En febrero de 1789, participó activamente en la asamblea general de los habitantes de Billom. Entre otras cosas, le corresponderá establecer el sumario de agravios y la organización de los estados provinciales.

## Los Estados Generales
Fue elegido con Gaultier de Biauzat como representante del tercer estado para la alguacilazgo de Clermont en Auvernia.
El 20 de junio de 1789, firmó el Juramento del viaje. Fue miembro del comité de subsistencia de la Asamblea Constituyente de 1789. Fundó con Gaultier de Biauzat la Revista de debates y decretos.
Tras un tormentoso debate en una reunión que reunió a diputados de Auvernia y Bourbonnais (ducado), fue herido en un duelo por Pierre-Victor Malouet, diputado del tercer estado de Riom.

## El resto de su carrera política
Después de 1791, se convirtió en alcalde de Billom y miembro del consejo departamental de Puy-de-Dôme.
Fue elegido por 252 votos de 451 votantes para el Consejo de los Quinientos el 24 Vendémiaire IV. Se sentó allí entre 1795 y 1799 como representante de Puy-de-Dôme. Allí se le menciona como miembro de una comisión sobre la organización del notariado.
Se adhiere al Golpe de Estado de Brumario. Fue nombrado prefecto de Allier el 3 de marzo de 1800. Es autor del libro Statistiques du Département de l'Allier (1801). Fue entonces conservador de aguas y bosques en Aix-en-Provence.
Entró en el cuerpo legislativo el 27 de marzo de 1802 como representante de Puy-de-Dôme, departamento que representó hasta el 4 de junio de 1814.
Fue designado en junio de 1811 por Napoleón I como consejero en la corte imperial de Riom.